# Banyo
Banyo är en ort i Kamerun.   Den ligger i regionen Adamaouaregionen, i den centrala delen av landet, 300 km norr om huvudstaden Yaoundé. Banyo ligger 1 077 meter över havet och antalet invånare är 40 798.
Terrängen runt Banyo är platt åt nordväst, men åt sydost är den kuperad. Trakten runt Banyo är glesbefolkad, med 17 invånare per kvadratkilometer. Trakten runt Banyo är huvudsakligen savannskog.